# Sergio Díaz
Sergio Ismael Díaz Velázquez (Itauguá, Paraguay; 5 de marzo de 1998) es un futbolista paraguayo. Juega de delantero o extremo  y su equipo actual es  Club Sportivo Luqueño de la Primera División de Paraguay

## Trayectoria

### Cerro Porteño
Debutó en Primera División jugando para Cerro Porteño con 16 años y 3 meses, el 27 de junio de 2014, en la última fecha del Torneo Apertura. Ingresó al minuto 84 del partido en el que su equipo se enfrentó a General Díaz y que ganó por 2 a 1.
Más tarde, anotó su primer gol como profesional en el Torneo Clausura, el 28 de septiembre del mismo año, por la fecha 10 ante Nacional, fue el único del encuentro y valió el triunfo. Finalizó el Clausura 2014 como subcampeón con Cerro Porteño y aportó ocho goles.
El 14 de febrero de 2015, en la fecha 3 del Torneo Apertura, jugó su primer partido del año, anotó un gol y vencieron 3 a 0 a Sportivo Luqueño.
El 3 de mayo, jugó el partido de fútbol más importante del país, el súper clásico contra Olimpia, anotó el gol que abrió el marcador a los 14 minutos y se convirtió en el más joven en anotar en los clásicos, con 17 años, 1 mes y 28 días, el encuentro finalizó 1 a 1.
Díaz estuvo presente en 13 partidos del Apertura, anotó 5 goles y se coronó campeón con Cerro Porteño.
En el Torneo Clausura, jugó 14 encuentro, pero no anotó goles. Al final del año, quedaron en primer lugar junto a Olimpia, jugaron un partido para determinar el campeón y perdieron 2 a 1, Sergio jugó los primeros 63 minutos.
Para el Torneo Apertura del año siguiente, comenzó como titular desde la fecha 1. Se reencontró con el gol el 6 de marzo de 2016, fue ante Nacional de Asunción, pero perdieron 2 a 1
Sergio jugó la Copa Libertadores por primera vez el 9 de marzo, fue titular para enfrentar a Corinthians, mostró un gran nivel, anotó un gol, brindó una asistencia y ganaron 3 a 2.
Cerro Porteño clasificó a octavos de final en el certamen continental, como segundo del grupo. El 28 de abril, recibieron a Boca Juniors en el Defensores del Chaco en el partido de ida de la fase eliminatoria, el chico Díaz ingresó 71, se enfrentó a jugadores como Tévez y Lodeiro, pero perdieron 2 a 1. La revancha, se jugó el 5 de mayo, en La Bombonera, Díaz volvió a ingresar en el segundo tiempo, esta vez fueron derrotados por 3 a 1. Por un global de 5 a 2, clasificaron a cuartos de final los xeneizes.
El 1 de julio de 2016, fue fichado por Real Madrid a cambio de 5 millones de euros, más variables, en principio para unirse al filial merengue, el Real Madrid Castilla.

### Real Madrid
Realizó la pretemporada con el plantel absoluto, en Canadá. Fue convocado para el primer partido amistoso, contra PSG, no ingresó y perdieron 3 a 1.
Debutó con Real Madrid el 30 de julio de 2016, en el segundo partido amistoso por la International Champions Cup, ingresó al minuto 66 por Álvaro Morata para enfrentar a Chelsea en el Michigan Stadium, finalmente ganaron 3 a 2. Disputó su primer partido en el Real Madrid con 18 años y 147 días, utilizando la camiseta número 38.
Comenzó la temporada oficial el 20 de agosto, fue titular en la fecha 1 con el Real Madrid Castilla. Se enfrentaron a Real Sociedad "B", comenzaron perdiendo 2 a 0, pero al minuto 58 Sergio anotó su primer gol en el club, luego su compañero Cedrés logró el empate, y ya en tiempo cumplido, Díaz volvió a convertir por lo que ganaron 3 a 2.

## Selección nacional

### Selecciones juveniles
Díaz ha sido parte de la selección de Paraguay en las categorías sub-15, sub-17 y sub-20.
Debutó en una competición oficial con la sub-20, el 14 de enero de 2015 ante Bolivia por la primera fecha del Campeonato Sudamericano de la categoría disputado en Uruguay, Díaz fue autor del segundo tanto de su equipo que ganó por 4 a 2, y se transformó en el jugador más joven en convertir un gol en la historia de la competición, con 16 años y 10 meses. Jugó 7 partidos, anotó 2 goles, pasaron a la fase final, pero no pudieron ganar partidos y terminaron en última posición. La selección de Paraguay clasificó a los Juegos Panamericanos de Toronto.
Un mes luego de participar en el Sudamericano Sub-20, fue elegido para ser parte de la selección sub-17 paraguaya para disputar el Sudamericano en su país. El 4 de marzo se jugó el primer partido, contra Venezuela, el primer gol del certamen lo anotó Díaz al minuto 24 y ganaron 3 a 2. En la fase de grupos terminaron en primer lugar, por arriba de Brasil y Colombia. En el hexagonal final, Paraguay no tuvo un rendimiento regular, el último partido lo jugaron contra Uruguay, el único resultado que les servía para clasificar al Mundial era ganar y luego de un reñido encuentro lograron el triunfo por 2 a 1. La selección clasificó a la Copa Mundial de Fútbol Sub-17 de 2015 que se realizó en Chile.
El 27 de septiembre el técnico Carlos Jara Saguier convocó a Díaz para ser parte del Mundial Sub-17.
Debutó a nivel mundial el 20 de octubre de 2015, jugó como titular contra Siria en el primer partido del grupo y ganaron 4 a 1. El segundo encuentro fue contra Francia, la campeona de Europa de la categoría, fue un partido parejo en el que perdieron 4 a 3, Sergio jugó los 90 minutos. En el último partido del grupo, contra Nueva Zelanda, estuvo en el banco de suplentes sin ingresar, perdieron 2 a 1 y quedaron eliminados de la Copa Mundial Sub-17.
Al año siguiente, se integró a las prácticas de la sub-20. Estuvo presente en los primeros partidos amistosos, recibieron a la selección de Uruguay. El 22 de marzo de 2016, Díaz jugó como titular, anotó 2 goles y vencieron 4 a 3 a los charrúas. Dos días después, jugaron la revancha, esta vez el Kun ingresó en el segundo tiempo y empataron 2 a 2.
Un mes después, volvieron a jugar contra Uruguay, pero Sergio no fue parte de la delegación que viajó hasta el territorio uruguayo, debido a su compromiso con Cerro Porteño a nivel internacional.
El 14 de mayo, el técnico de la sub-20, Carlos Humberto Paredes, lo seleccionó para ser parte del plantel para defender a Paraguay en el Torneo Esperanzas de Toulon de 2016. El 19 de mayo, debutó en la competición amistosa internacional, se enfrentaron a Guinea, Sergio anotó un gol y ganaron 3 a 1. Al partido siguiente, contra Japón, Diáz volvió a marcar y ganaron 2 a 1. Díaz estuvo presente en los 4 partidos de la fase de grupos, llegaron a la última fecha con posibilidad de clasificar a la fase final, pero se enfrentaron a Portugal y perdieron 3 a 0, por lo que quedaron eliminados de la competición internacional. Fue incluido en el equipo ideal del torneo y distinguido como jugador revelación.

### Selección absoluta
El 12 de mayo de 2017 Sergio es convocado por el DT de la selección paraguaya, Francisco Arce, para los amistosos de la selección mayor frente a los combinados de Francia y Perú, a disputarse en junio del mismo año. Debutó oficialmente el 2 de junio de 2017 tras entrar en la segunda parte en la derrota contra Francia por 5-0.

### Participaciones en juveniles
En cursiva las competiciones no oficiales.
| Competición                            | Sede     | Resultado      | Partidos | Goles |
| -------------------------------------- | -------- | -------------- | -------- | ----- |
| Copa México de Naciones Sub-15 de 2013 | México   | Cuarto puesto  | ?        | 2     |
| Campeonato Sudamericano Sub-15 de 2013 | Bolivia  | Fase de grupos | 4        | 1     |
| Campeonato Sudamericano Sub-20 de 2015 | Uruguay  | Sexto puesto   | 7        | 2     |
| Campeonato Sudamericano Sub-17 de 2015 | Paraguay | Cuarto puesto  | 9        | 3     |
| Copa Mundial Sub-17 de 2015            | Chile    | Fase de grupos | 2        | 0     |
| Torneo Esperanzas de Toulon de 2016    | Francia  | Fase de grupos | 4        | 2     |

## Estadísticas

### Clubes
Actualizado al 30 de abril de 2017
| Cerro Porteño Paraguay                                                           | 1.ª           | 2014          | 20 | 8  | 0 | 0 | 3  | 0 | 23  | 8  |
| Cerro Porteño Paraguay                                                           | 1.ª           | 2015          | 28 | 5  | 0 | 0 | 0  | 0 | 28  | 5  |
| Cerro Porteño Paraguay                                                           | 1.ª           | 2016          | 14 | 2  | 0 | 0 | 5  | 1 | 19  | 3  |
| Cerro Porteño Paraguay                                                           | Total club    | Total club    | 62 | 15 | 0 | 0 | 8  | 1 | 70  | 16 |
| Real Madrid Castilla · España                                                    | 2.ª B         | 2016/17       | 34 | 5  | 0 | 0 | 8  | 4 | 42  | 9  |
| Real Madrid Castilla · España                                                    | Total club    | Total club    | 34 | 5  | 0 | 0 | 8  | 4 | 42  | 9  |
| Total carrera                                                                    | Total carrera | Total carrera | 96 | 20 | 0 | 0 | 16 | 5 | 112 | 25 |
| (1)Incluidos los datos de la Copa Sudamericana (2014) y Copa Libertadores (2016) |               |               |    |    |   |   |    |   |     |    |

### Selecciones
Actualizado al 27 de mayo de 2016.
Último partido citado: Paraguay 0 - 3 Portugal
| Sub-17 Paraguay | 2014/15       | 9  | 3 | - | - | 1 | 1 | 10 | 4  |
| Sub-17 Paraguay | 2015/16       | -  | - | 2 | 0 | 0 | 0 | 2  | 0  |
| Sub-17 Paraguay | Total sel.    | 9  | 3 | 2 | 0 | 1 | 1 | 12 | 4  |
| Sub-20 Paraguay | 2014/15       | 7  | 2 | - | - | 0 | 0 | 7  | 2  |
| Sub-20 Paraguay | 2015/16       | -  | - | - | - | 5 | 4 | 5  | 4  |
| Sub-20 Paraguay | Total sel.    | 7  | 2 | - | - | 5 | 4 | 12 | 6  |
| Total carrera | Total carrera | 16 | 5 | 2 | 0 | 6 | 5 | 22 | 10 |
| (1)Incluidos los datos del Campeonato Sudamericano Sub-20 (2015) y Campeonato Sudamericano Sub-17 (2015) (2)Incluidos los datos de la Copa Mundial Sub-17 (2015) |               |    |   |   |   |   |   |    |    |

## Palmarés
Títulos Regionales
| Título              | Club        | País   | Año  |
| ------------------- | ----------- | ------ | ---- |
| Campeonato Paulista | Corinthians | Brasil | 2018 |
| Campeonato Paulista | Corinthians | Brasil | 2019 |

### Títulos nacionales
| Título           | Club          | País     | Año  |
| ---------------- | ------------- | -------- | ---- |
| Primera División | Cerro Porteño | Paraguay | 2015 |

### Distinciones individuales
| Distinción                                                                | Año  |
| ------------------------------------------------------------------------- | ---- |
| Premios ABC Joven: Mejor Jugador Sub-15                                   | 2013 |
| Parte de los 50 mejores futbolistas sub-18 del mundo según medio Goal.com | 2014 |
| Parte de los 50 mejores futbolistas sub-18 del mundo según medio Goal.com | 2016 |
| Jugador revelación del Torneo Esperanzas de Toulon                        | 2016 |
| Parte del equipo ideal del Torneo Esperanzas de Toulon                    | 2016 |